# Proagnesia depressa
Proagnesia depressa är en sjöpungsart som först beskrevs av C.S. Millar 1955.  Proagnesia depressa ingår i släktet Proagnesia och familjen Agneziidae. Inga underarter finns listade i Catalogue of Life.